# 洵城县
洵城县，唐朝时设置的县。
唐高祖武德元年（618年）分洵阳县置洵城县，治所在洵城（今陕西省旬阳县境赵湾镇田家湾）。属洵州。唐太宗贞观八年（634年）洵城县与洵州废除，地入洵阳县。